# ГЕС Олідан
ГЕС Олідан — гідроелектростанція у південній Швеції. Використовує потенціал водоспадів Тролльгеттан на річці Гета-Ельв, яка дренує найбільше на Скандинавському півострові озеро Венерн та впадає у протоку Каттегат в місті Гетеборг.
Невдовзі після виходу Гета-Ельв з озера її поділили на дві протоки. Ліва з них, яка тягнеться понад 4 км, обслуговує судноплавство та завершується чотирма послідовними шлюзами, що забезпечують прохід водоспадів Тролльгеттан. Права ж через певний час ділиться ще на дві, права з яких перекрита греблею з водопропускними шлюзами (у ній знаходиться ГЕС Hojum), а ліва (або центральна, якщо брати до уваги всю Гета-Ельв) веде до руслового машинного залу ГЕС Olidan.
Роботи зі спорудження станції почались у 1906-му, а за чотири роки тут ввели в експлуатацію перші чотири гідроагрегати з турбінами типу Френсіс потужністю по 10 МВт. В 1914-му до них додали ще чотири такі ж, а в 1921-му — ще п'ять, в результаті чого загальна потужність станції досягла 130 МВт. За два десятиліття після цього ресурс району Тролльгеттан почала паралельно експлуатувати ГЕС Hojum, після введення на якій на початку 1990-х нової потужної черги використання старого обладнання станції Olidan обмежили. Три з тринадцяти гідроагрегатів останньої призначили для розбирання на запасні частини, а із залишених в експлуатації мало коли працює більше трьох одночасно.
При напорі у 32 метри дві станції району Тролльгеттан здатні разом виробляти 1,26 млрд кВт-год електроенергії на рік.
ГЕС Olidan стала першою станцією відомої шведської енергетичної корпорації Vattenfall.
Можливо також відзначити, що завдяки регулюванню рівня у озері Ванерн воно виконує роль водосховища з корисним об'ємом 9,4 млрд м3, що є найбільшим показником у Швеції.